# Acantholimon demavendicum
Acantholimon demavendicum är en triftväxtart som beskrevs av Joseph Friedrich Nicolaus Bornmüller. Acantholimon demavendicum ingår i släktet Acantholimon och familjen triftväxter. Inga underarter finns listade i Catalogue of Life.